# 因特网信息访问协议
因特网信息访问协议（英語：Internet Message Access Protocol，缩写：IMAP；以前称作交互邮件访问协议）是一个应用层协议，用来从本地邮件客户端（如Microsoft Outlook、Outlook Express、Foxmail、Mozilla Thunderbird）访问远程服务器上的邮件。

## 概述
IMAP和POP3（Post Office Protocol - Version 3，邮局协议通訊協定第三版）是邮件访问最为普遍的Internet标准协议。事实上，所有现代的邮件客户端和服务器都对两者给予支持。IMAP现在的版本是“IMAP第4版第1次修订版”（IMAP4rev1），在2003年3月發行的 RFC 3501 中定义。
IMAP由Mark Crispin设计，对于邮件访问，它提供了另一种有別於于广泛使用的POP3邮件协议选择。基本上，两者都允许一个邮件客户端访问邮件服务器上存储的信息。相對於POP3，使用IMAP協定有以下優點，包括：
- 使用IMAP4可以获得更快的响应时间。使用POP3时，客户端只会在一段时间内连接到服务器，下载完所有新信息後，客户端便會立刻断开连接。而在IMAP中，只要客戶端一直在線，它就会一直连接服务器，以準備隨時下載信息。這对于要接收很多邮件的用户来说，比較方便，快捷。
- 使用IMAP4可支持多个設備，同时连接到一个邮箱。POP3假定邮箱是当前的连接唯一的连接，而在IMAP4中，它允许多个設備访问同一個E-mail，並且可讓用戶查詢其他設備在E-mail裏的操作。
- IMAP4支持獲取部分或全部MIME格式的電子郵件。几乎所有的電子邮件都是以MIME格式传输的，MIME允许消息包含一个树型结构，这个树型结构的叶子节点，都是单一内容类型，而非是由多块类型组合的叶子节点。IMAP4允许客户端获取全部或任何獨立部分MIME格式信息，这使用户无需下载附件，便可以浏览消息内容或者瀏覽正在获取的内容。
- IMAP4支持服务器查看當前的信息状态。通过使用IMAP4协定中定义的标志客户端，便可以跟踪消息状态，例如邮件是否被读取，回复或者删除。这些标识會存储在服务器中，所以多个設備在不同时间访问一个邮箱，都可以得知其他設備先前所做的操作。
- IMAP4支持在服务器访问多个邮箱。IMAP4客户端可以在服务器上创建，重新命名或删除邮箱（通常以文件夹形式呈現给用户）。支持多个邮箱，还提供共享和公共文件夹的服务器访问功能。
- IMAP4支持在服务器端搜索電子郵件。客户可以要求服务器搜索符合多个标准的信息，在这种机制下，客户端可无需下载邮箱中所有信息後，才開始搜索。
- IMAP4支持一个定义良好的扩展机制。吸取早期互聯網协议的经验，在IMAP的扩展上，定义了明确的机制，很多对于原始协议的扩展已被提议并广泛使用。无论使用POP3还是IMAP4来获取消息，客户端均使用SMTP协议来发送消息。邮件客户端可能是POP客户端或者IMAP客户端，但都会使用SMTP。

大多数邮件程序的目录服务还使用LDAP。
不像大多数旧的互聯網协议，IMAP4本來支持加密注册机制。另外，在IMAP4中，也支持明文传输密码。因为其加密机制需要客户端和服务器双方是一致的，所以有助一些客户端和服务器类型不同的情况下進行加密註冊，如Microsoft Windows客户端和非Windows服务器。使用SSL也可以对IMAP4的通信进行加密，通过993端口上的SSL，將IMAP4传输或者在IMAP4线程建立的时候声明“STARTTLS”。
IMAP4使用端口143在TCP/IP连接上工作。
提供SSL加密的IMAP協定被稱為IMAPS。

## 常见实现
- 参见邮件服务器软件列表（英语：List of mail server software）

## 附录
- 電子郵件用戶端
- Internet Mail 2000（英语：Internet Mail 2000）, an alternative proposal for mail
- POP3
- 简单邮件传输协议
- Johnson, Kevin. 2000. Internet Email Protocols: A Developer's Guide. Addison-Wesley. ISBN 0-201-43288-9.